# Scytodes
Scytodes är ett släkte av spindlar. Scytodes ingår i familjen spottspindlar.

## Dottertaxa tillScytodes, i alfabetisk ordning[1]
- Scytodes aethiopica
- Scytodes affinis
- Scytodes aharonii
- Scytodes akytaba
- Scytodes alayoi
- Scytodes albiapicalis
- Scytodes alcomitzli
- Scytodes alfredi
- Scytodes altamira
- Scytodes apuecatu
- Scytodes arboricola
- Scytodes arenacea
- Scytodes armata
- Scytodes aruensis
- Scytodes arwa
- Scytodes atlacamani
- Scytodes atlacoya
- Scytodes atlatonin
- Scytodes auricula
- Scytodes balbina
- Scytodes becki
- Scytodes bergeri
- Scytodes bertheloti
- Scytodes bilqis
- Scytodes blanda
- Scytodes broomi
- Scytodes caffra
- Scytodes caipora
- Scytodes camerunensis
- Scytodes canariensis
- Scytodes caure
- Scytodes cavernarum
- Scytodes cedri
- Scytodes cellularis
- Scytodes championi
- Scytodes chantico
- Scytodes chiconahui
- Scytodes chiquimula
- Scytodes clavata
- Scytodes cogu
- Scytodes congoanus
- Scytodes constellata
- Scytodes coronata
- Scytodes cotopitoka
- Scytodes cubensis
- Scytodes curupira
- Scytodes darlingtoni
- Scytodes diminuta
- Scytodes dissimulans
- Scytodes dollfusi
- Scytodes dorothea
- Scytodes drakensbergensis
- Scytodes eleonorae
- Scytodes elizabethae
- Scytodes farri
- Scytodes flagellata
- Scytodes fourchei
- Scytodes fusca
- Scytodes gertschi
- Scytodes gilva
- Scytodes globula
- Scytodes gooldi
- Scytodes grammocephala
- Scytodes guttipes
- Scytodes hahahae
- Scytodes humilis
- Scytodes iabaday
- Scytodes immaculata
- Scytodes insperata
- Scytodes intricata
- Scytodes itacuruassu
- Scytodes itapevi
- Scytodes itzana
- Scytodes itzli
- Scytodes janauari
- Scytodes jousseaumei
- Scytodes jurupari
- Scytodes jyapara
- Scytodes kaokoensis
- Scytodes karrooica
- Scytodes kinsukus
- Scytodes kinzelbachi
- Scytodes lanceolata
- Scytodes lara
- Scytodes lawrencei
- Scytodes leipoldti
- Scytodes leprosula
- Scytodes lesserti
- Scytodes lewisi
- Scytodes lineatipes
- Scytodes liui
- Scytodes longipes
- Scytodes lorenzoi
- Scytodes lugubris
- Scytodes luteola
- Scytodes lycosella
- Scytodes lyriformis
- Scytodes magna
- Scytodes major
- Scytodes makeda
- Scytodes mapia
- Scytodes mapinguari
- Scytodes maresi
- Scytodes maritima
- Scytodes marshalli
- Scytodes martiusi
- Scytodes mawphlongensis
- Scytodes mayahuel
- Scytodes montana
- Scytodes multilineata
- Scytodes nambiussu
- Scytodes nanahuatzin
- Scytodes nigristernis
- Scytodes noeli
- Scytodes obelisci
- Scytodes opoxtli
- Scytodes oswaldi
- Scytodes paarmanni
- Scytodes pallida
- Scytodes panamensis
- Scytodes panguana
- Scytodes pholcoides
- Scytodes piroca
- Scytodes piyampisi
- Scytodes propinqua
- Scytodes pulchella
- Scytodes punctipes
- Scytodes quarta
- Scytodes quattuordecemmaculata
- Scytodes quinqua
- Scytodes redempta
- Scytodes reticulata
- Scytodes robertoi
- Scytodes romitii
- Scytodes rubra
- Scytodes ruizensis
- Scytodes saci
- Scytodes sansibarica
- Scytodes schultzei
- Scytodes semipullata
- Scytodes sexstriata
- Scytodes silvatica
- Scytodes skuki
- Scytodes socialis
- Scytodes sordida
- Scytodes stoliczkai
- Scytodes strandi
- Scytodes strussmannae
- Scytodes subadulta
- Scytodes subthoracica
- Scytodes subulata
- Scytodes suffusa
- Scytodes symmetrica
- Scytodes tacapepucu
- Scytodes tardigrada
- Scytodes tegucigalpa
- Scytodes tenerifensis
- Scytodes tertia
- Scytodes testudo
- Scytodes tezcatlipoca
- Scytodes thoracica
- Scytodes tinkuan
- Scytodes tlaloc
- Scytodes triangulifera
- Scytodes trifoliata
- Scytodes tuyucua
- Scytodes tyaiamiri
- Scytodes tyaiapyssanga
- Scytodes tzitzimime
- Scytodes uligocetes
- Scytodes univittata
- Scytodes upia
- Scytodes vaurieorum
- Scytodes velutina
- Scytodes venusta
- Scytodes vieirae
- Scytodes vittata
- Scytodes xai
- Scytodes ybyrapesse
- Scytodes yphanta
- Scytodes yssaiapari
- Scytodes zamena
- Scytodes zamorano
- Scytodes zapatana